# 사이클로이드

사이클로이드 곡선

사이클로이드(cycloid) 또는 파선(擺線)은 직선 위로 원을 굴렸을 때 원 위의 정점이 그리는 곡선이다. 사이클로이드는 룰렛 (커브 위에 다른 커브를 돌리면 나오는 커브)의 일종이다.

## 역사
사이클로이드는 17세기 수학자들 사이에서 빈번히 논쟁을 야기하여 헬렌의 기하학이라고 불린다.
수학의 역사가들은 사이클로이드의 발견자로 여러 후보자들을 제안하였다. 수학역사학자 Paul Tannery는 대표적인 시리아 철학자인 Iamblichus의 연구를 고대에 잘 알려져 있던 곡선의 증거로써 비슷하게 인용했다. 영국의 수학자 존 월리스가 1679년에 쓴 글은 Nicholas of Cusa의 발견에 기여했다. 그러나 이후에 학문은 월리스가 잘못했거나 월리스가 사용한 증거가 이제는 사라졌음을 나타낸다. 갈릴레오 갈릴레이의 이름은 19세기 말에 등장하였고 적어도 한명의 저자는 Marin Mersenne에게도 공이 있다는 것을 보고했다. Moritz Cantor와 Siegmund Günther의 연구를 시작으로, 이제 학자들은 1503년에 출판된 기하학의 기초에서 프랑스 수학자인 Charles de Bovelles가 설명한 사이클로이드를 가장 우선적이라고 정한다. 이러한 연구에서, Bovelles는 작은 원보다 120퍼센트 더 큰 반지름의 일부를 원을 굴려 남은 자취의 곡선으로 오해했다.
갈릴레오는 사이클로이드라는 용어를 만들었고 최초로 곡선에 대한 연구를 시작하였다. 그의 제자 에반젤리스타 토리첼리에 따르면, 1599년 갈릴레오는 (사이클로이드 밑의 면적과 같은 면적의 정사각형을 만든) 사이클로이드의 구적법을 판금에 원을 만들고 사이클로이드를 생성하고 그것을 자르고 무게를 재며 자취를 따라가는 비정상적이고 경험적인 접근으로 시도했다. 그는 비율이 대충 3:1이라는 것을 발견했지만 비율이 무리수의 분수로 직교/구적법이 불가능하다고 부정확하게 결론지었다. 1628년경에, Gilles Persone de Roberval은 아마도 Père Marin Mersenne에게 구적법문제를 배웠고 Cavalieri의 이론을 사용함으로써 1634년에 직교/구적법에게 영향을 주었다. 그러나, (Traité des Indivisibles에 있던) 그의 노력은 1693년까지 드러나지 않았다.
사이클로이드의 접선을 그리는 것은 Mersenne이helm Leibniz는 단 하나의 방정식으로 곡선을 설명하기 위해서 분석적인/분해의 기하학을 사용했다. 1696년에는 요한 베르누이(Johann Bernoulli)가 사이클로이드의 의문을 풀어주는 최속 강하선 증명을 사용했다.

## 방정식
{\displaystyle {\begin{aligned}x&=r(t-\sin t)\\y&=r(1-\cos t),\end{aligned}}}

## 길이
{\displaystyle {\begin{aligned}l&=\int _{0}^{2\pi }{\sqrt {\left({\frac {dx}{dt}}\right)^{2}+\left({\frac {dy}{dt}}\right)^{2}}}dt\\&=\int _{0}^{2\pi }{\sqrt {\left({\frac {dr(t-\sin t)}{dt}}\right)^{2}+\left({\frac {dr(1-\cos t)}{dt}}\right)^{2}}}dt\\&=\int _{0}^{2\pi }{\sqrt {2r^{2}(1-\cos t)}}dt\\&=\int _{0}^{2\pi }2r\sin {\frac {t}{2}}dt\\&=8r\end{aligned}}}

## 특징
시점과 종점이 같은 복수의 직선이나 곡선 중에서, 중력장 내에서 그 위를 물체가 가장 빨리 움직이는 것은 사이클로이드이다. 사이클로이드의 이러한 특성을 최단강하곡선(Brachistochrone curve)이라고 한다.
또한 중력장 내에서 사이클로이드의 어느 위치에 물체를 강하하기 시작하여도 사이클로이드의 수평의 끝점에 도착하는 시간은 동일하다. 이러한 성질을 나타내는 곡선을 등시곡선(isochrone curve, tautochrone curve)이라고 한다.

## 같이 보기
- 하이포사이클로이드
- 에피사이클로이드